# Zvotoky
Zvotoky (en allemand : Swotok) est une commune du district de Strakonice, dans la région de Bohême-du-Sud, en République tchèque. Sa population s'élevait à 63 habitants en 2020.

## Géographie
Zvotoky se trouve à 13 km à l'ouest-sud-ouest de Strakonice, à 59 km au nord-ouest de České Budějovice et à 108 km au sud-ouest de Prague.
La commune est limitée par Volenice au nord, par Hoslovice à l'est et au sud, et par Strašice à l'ouest.

## Histoire
La première mention écrite du village date de 1045.